# 鄧天倫
鄧天倫（1570年—？），號起南，江西建昌府南丰县军籍。明朝政治人物。

## 生平
萬曆四十年（1612年）壬子科江西鄉試舉人，天啓二年（1622年）壬戌科進士。官至中书舍人。

## 家族
父邓廷盛，赠中书舍人，母傅氏，生子天伦，四龄而夫殁，时年二十九，数日不食，姑曰：与其从死而弃藐孤，孰若守志而勤教育乎！乃屏绝华饰，纺织以赡姑，诗书以课子。天伦登天啓二年进士，时母七十七岁，叩阍陈情，得建坊旌表，复其家二丁以侍养，六年封孺人。